# Nyctibatrachus aliciae
Nyctibatrachus aliciae är en groddjursart som beskrevs av Inger, Shaffer, Koshy och Ramesh Bakde 1984. Nyctibatrachus aliciae ingår i släktet Nyctibatrachus och familjen Nyctibatrachidae. IUCN kategoriserar arten globalt som starkt hotad. Inga underarter finns listade i Catalogue of Life.